# Raschau
Raschau is een plaats en voormalige gemeente in de Duitse deelstaat Saksen. Op op 1 januari 2008 fuseerde de gemeente met Markersbach tot de gemeente Raschau-Markersbach.